# Tân Hải, Thiên Tân
Tân Hải (giản thể: 滨海新区; phồn thể: 濱海新區, âm Hán Việt: Tân Hải tân khu), là một khu khu phát triển kinh tế và một đơn vị hành chính (khu cấp phó tỉnh) của thành phố Thiên Tân, Trung Quốc. Khu mới Tân Hải nằm ở ven biển, phía đông khu vực đô thị lõi của thành phố, và là trung tâm của Vành đai Bột Hải. Đến cuối năm 2010, 285 trong số các công ty "Fortune Global 500" đã đầu tư hay lập văn phòng chi nhánhtại đây. Tân Hải dự kiến sẽ là nền tảng cho các cải cách và đổi mới trong lĩnh vực công nghiệp và tài chính của Trung Quốc. Một số hãng hàng đầu như Rockefeller, TISHMAN SPEYER, Motorola, Airbus đã xây dựng chi nhánh tại đây. Ví dụ, EADS Airbus đã mở một nhà máy lắp ráp máy bay Airbus A320, hoạt động từ năm 2009. Khu mới Tân Hải có thể coi là bản sao của Thâm Quyến và Phố Đông ở Thượng Hải. Đây là một Đặc khu Kinh tế (SEZ) tại Trung Quốc, và các cải cách thử nghiệm đang diễn ra khắp khu.
Từ tháng 11 năm 2009, khu mới Tân Hải được hợp nhất thành một quận trên cơ sở ba quận cũ là Đường Cô, Hán Cô và Đại Cảng. Ngày nay khu mới Tân Hải gồm có 9 khu chức năng mang tên: Khu phát triển Kinh tế-Kỹ thuật Thiên Tân, Khu Kinh tế Cảng hàng không Thiên Tân, Công viên Công nghệ cao Tân Hải, Khu Công nghiệp Nam Cảng, Thành phố sinh thái Trung Quốc-Singapore Thiên Tân, Khu chế tạo hiện đại, Khu công nghiệp Lâm Cảng, Khu Thương vụ Trung tâm, Khu Giải trí và Du lịch Tân Hải. Ngoài ra, cảng Thiên Tân, một trong những cảng lớn nhất thế giới, cũng nằm trong khu vực.
Khu mới Tân Hải nằm ven Bột Hải. Khu có diện tích 2270 km², bờ biển dài khoảng 153 km, và bao có 700 km² mặt nước và đầm lầy. Ngoài ra, còn có 1.200 km² đất hoang bị nhiễm mặn. Tân Hải có tổng trữ lượng dầu mỏ đã được xác minh là 100 triệu tấn và 193,7 tỉ mét khối khí thiên nhiên.